# Antonio Perez
Pour les articles homonymes, voir Antonio Perez (homonymie) et Perez.
Antonio Perez (vers 1967) est un homme politique de la Polynésie française. 
Il crée son parti autonomiste le Te’Avei’a le 25 septembre 2004 pour convaincre ses concitoyens, en particulier la très nombreuse jeunesse, de prendre la voie de l’espérance pour s’affranchir de la métropole.[réf. nécessaire]
Lors de l'élection des représentants à l'Assemblée de la Polynésie française de 2013, il est réélu avec A Ti'a Porinetia.